# NK Samobor

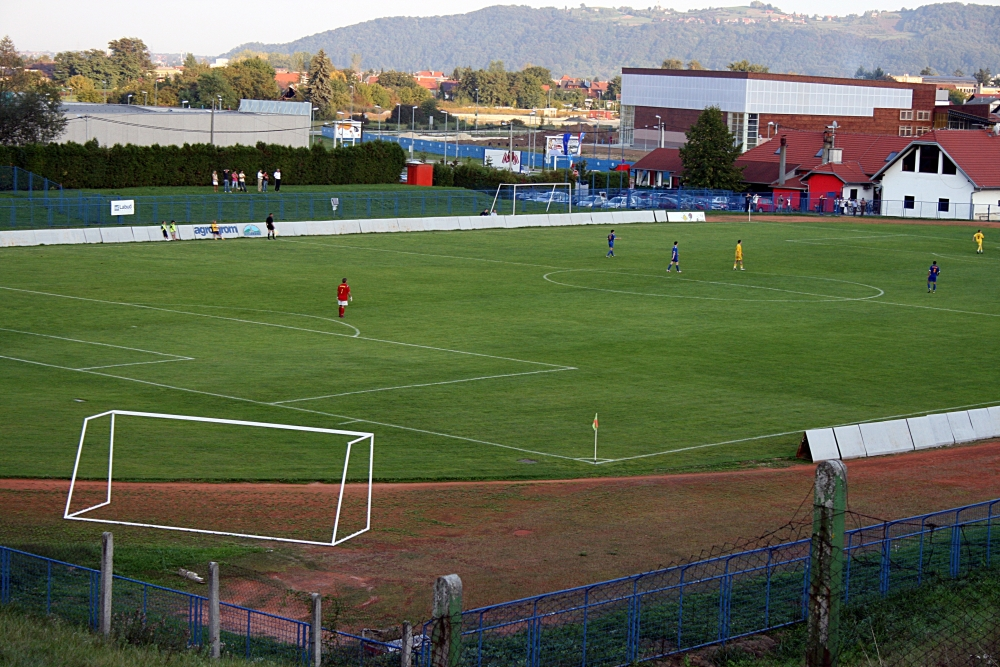
Stadion van NK Samobor

NK Samobor is een Kroatische voetbalclub uit Samobor. De club is actief op het amateurniveau van Kroatië. In het seizoen 1995/96 behaalde de club haar grootste succes; het werd kampioen op het tweede niveau.

## Bekende (ex-)spelers
- Tomislav Butina